# Iglesia de la Anunciación (Sessa Aurunca)
La iglesia de la Anunciación (en italiano: chiesa dell'Annunziata) es una iglesia católica italiana en Sessa Aurunca, Campania, dedicada a la Anunciación.

## Historia
La iglesia fue construida a finales del siglo XV por el gremio de los zapateros y los curtidores de piel. La planta principal de esta iglesia se ha conservado, incluida la planta de cruz griega a pesar de la reconstrucción en el siglo XVII. La reconstrucción de la fachada se atribuyó a Domenico Antonio Vaccaro, pero los únicos documentos conocidos mencionan obras de un tal Giuseppe Astarita.

## Arquitectura
La iglesia es de estilo barroco y su fachada está dividida en órdenes con dos campanarios laterales. 
El interior contiene una pintura del siglo XV que representa la Pietà, procedente de la destruida iglesia de San Biagio. La capilla del Santísimo Sacramento tiene la placa funeraria del gobernador español don Lope de Herrera (fallecido en 1563), tallada por Annibale Caccavello. La segunda capilla a la derecha tiene una Sant'Agata (1601) de Vespasiano Friozzo. El retablo mayor es una Anunciación de Sebastiano Conca. La segunda capilla a la derecha tiene un San León IX en la gloria, con vista de Sessa, de Antonio Sarnelli. Otros retablos incluyen la Decapitación de San Juan Bautista y una Anunciación también de Sarnelli. Hay un retablo que representa a San Liborio de A. D’Elia.